# Биомаркер (медицина)
Биомаркери у медицини су биолошке карактеристике које се објективно могу мерити и указују на нормални биолошки или патолошки процеса у организму. Биомаркери у медицини могу бити ћелија, ген, генски производи или специфични молекули, као што су ензими или хормони. Чак и комплексна органска функција или карактеристична промена у биолошким структурама може да се примени као медицински биомаркер.

## Дефиниције
Светска здравствена организација (1993) — биомаркер дефинише, као било који параметар (хемијски, физички или биолошки) који се може користити за мерење интеракције биолошких система и агенса из животне средине. 
Национални Институт за здравље (2002) — биомаркере дефинише као молекуларне показатеље са специфичним биолошким и биохемијским карактеристикама, које могу да се користе се за процену напредовања болести или ефеката болести лечење.

## Значај
Уопштено говорећи, биомаркери у медицини су производи организама који се могу користити као индикатори здравља или болести. У том смислу биомаркери се сматрају основом „Медицине засноване на доказима”, зато што чине лечење ефикаснијим и то тако што помажу у процесу доношења одлука које омогућавају најбољи клиничке исход за сваког болесника.
Зато последњих неколико година постоји све већи интерес фармацеутске индустрије за истраживања биомаркера, за праћење болести. Тако, према недавним студијским истраживањима тржишта, број клиничких испитивања применом биомаркера у последње четири године се повећао за 10 пута. Према неким проценама у фармацеутској индустрији, улаже се данас до две милијарде евра годишње у истраживање и развој биомаркера. Разлози за овакав тренд су нагли пад броја нових, одобрених истраживања лекова с једне и све више сложених болести као што су АИДС-а или рак, с друге стране, које се још увек и поред интензивних напора истраживача, недовољно брзо и/или се (пре)касно - дијагностикују или лече.
Дијагностика бројних болести применом конвенционалних метода је често веома скупа и/или дуготрајна. На пример, психолог открива нека психичка стања, као што је нпр. депресија, само након опсежних психолошких интервјуа што захтева доста времена и умешности. Применом биомаркера - тј тестова за откривање депресије која се заснива на идентификацији гена (применом најновије молекуларне технике тзв. СНП-низова, варијабилности целог људског генома) она се брже лакше и правовремено може дијагностиковати.
Зато се велика нада придаје студијама које се баве истраживањем и развојем нових биомаркера, који користе нове технике као што су распоред генома, протеина и ДНК, и које су све доступније у пракси.

## Карактеристике медицинских биомаркера
Да би медицински биомаркер (биохемијски показатељ) био успешан он мора да испуни неколико услова и то:
- да му је концентрација релативно висока у одговарајућем ткиву, а занемарљива у другим ткивима,
- да је погодно субцелуларно расподељен, како би се након оштећења ткива брзо нашао у циркулацији,
- да се у циркулацији задржава довољно дуго како би могла да се прати његова концентрација,
- да се може одредити помоћу погодне и осетљиве аналитичке методе, применљиве и на аутоматским анализаторима,
- да су за њега установљене ригорозне (»cut-off«) вредности, узимајући у обзир да су клиничка осетљивост и специфичност међусобно повезане.

Применом наведених принципа данас се у дијагностици препоручују бројни биомаркери за дијагностиковање обољења појединих органа као нпр;
Кост
У костна биомаркере спадају алкална фосфатаза, осетокалцин, пиридинолин и деоксипиридинолин у случају остеопорозе,
Срце
У срчане биомаркере спадају цитоплазматиски маркери (миоглобин, карбоанхидразе III, изоензими и изоформе CK) и структурни маркери (тропонин Т, тропонин I),
Панкреас
У панкреасне биомаркере спадају липаза, панкреасна α-амилаза,
Простата
У простатне биомаркере спадају PSA и слободни PSA.

## Класични биомаркери у медицини[18][19]
| Групе супстанци         | Примери |
| ----------------------- | --- |
| Јони                    | Калцијум, хлориди, гвожђе, калијум, магнезијум, натријум, фосфат                                                                                            |
| Хормони                 | Кортизол, естрадиол, ХЦГ, ИГФ-1, инсулин, прогестерон, Т3/Т4, тестостерон, ТСХ                                                                              |
| Фактора згрушавања крви | Антитромбин III, фактор фактор , ИНР |
| Метаболички параметри   | Амино киселине, масне киселине, укупних протеини, ХДЛ и ЛДЛ-холестерол, лактат/пируват, олигосахариди, органске киселине, витамин А/Е                       |
| Ензими                  | Аланин аминотрансфераза (АЛТ, раније ГПТ), аспартат аминотрансфераза (АСТ, раније ГОТ), липаза, γ-глутамил трансфераза (γ-ГТ), креатин киназе (ЦК), амилазе |
| Карактеристика ткива    | ХЛА (трансплантација) |
| Остало                  | γ-хромозом |